# Route nationale 698a
La route nationale 698A, ou RN 698A, est une ancienne route nationale française reliant Commentry à Doyet.

## Histoire
La route nationale 698A est définie, à sa création en 1933, comme l'« annexe de Commentry ». Elle part de Commentry, sur la route nationale 698, et débouche au nord sur la route nationale 145 à Doyet.
À la suite de la réforme de 1972, elle a été déclassée en RD 69.

## Tracé
- Commentry
- Malicorne
- Doyet